# Grand Theft Auto: The Ballad of Gay Tony
Grand Theft Auto: The Ballad of Gay Tony is het tweede downloadbare uitbreidingspakket (DLC) van Grand Theft Auto IV. Deze uitbreiding is te verkrijgen via Xbox 360, PlayStation 3 en pc

## Verhaal
In "Grand Theft Auto: The Ballad of Gay Tony" speelt de speler als Luis "Fernando" Lopez, een Dominicaanse gangster, die werkt als bodyguard voor "Gay" Tony Prince, een nachtclubeigenaar. In TBoGT speelt het nacht- en dagleven van Liberty City een grote rol. 
Er zijn ook nieuwe mogelijkheden zoals parachutespringen, golfen en dansen en er zijn ook een aantal nieuwe voertuigen beschikbaar zoals tanks,  nieuwe helikopters en sportauto's.
TBoGT introduceert zeven nieuwe wapens, naast de vijftien wapens die al in GTA IV bestonden. Ieder wapentype (handpistolen, assault rifles, thrown weapons, shotguns en snipers) heeft een derde graad gekregen, behalve de handwapens. Dit houdt in dat de wapens hier geïntroduceerd sterker zijn dan de twee types van dat wapen in GTA IV. Er zijn twee nieuwe types SMG's ontworpen, de Gouden Uzi, als beloning in de op een na laatste missie, en de Advanced SMG. De Gouden Uzi geeft niet erg veel voordeel tegenover de Advanced SMG, dus dit wapen kan eerder worden gezien als een soort trofee.
TBoGT introduceert ook twintig nieuwe voertuigen en daarnaast zijn vier auto's die in GTA IV wel in de bestanden gezien waren, maar niet rijdbaar waren, in dit deel wel te berijden.
Ook is het nachtleven een stuk belangrijker geworden.

## Rolverdeling
- Mario D'Leon - Luis Fernando Lopez (stem)
- David Kenner - Anthony "Tony" Prince (stem)
- Timothy Adams - Brucie Kibbutz (stem)
- Jason Zumwalt - Roman Bellic (stem)
- Omid Djalili - Yusuf Amir (stem)
- Jeff Gurner - Mori Kibbutz (stem)
- Vitali Baganov - Ray Bulgarin (stem)
- Scott Hill - Johnny Klebitz (stem)
- Michael Hollick - Niko Bellic (stem)
- Greg Siff - Rocco Pelosi (stem)

## Wetenswaardigheden
- Het spel is opgenomen in het boek 1001 Video Games You Must Play Before You Die van Tony Mott.